# 仓颉书
倉頡書是傳說中漢字最早的文字，相傳是漢字鼻祖倉頡所寫，總共只有28個字。
由於年代久遠，此書歷來被書法家懷疑為漢儒劉歆所作，而學者劉志一多年研究後認為，此書是用古彝文書寫的一段彝族先民祭祀的記錄。由於黃帝和彝族均出於西羌，所以這一說法有一定的根據。
學者劉志一將他它直譯為：「一妖來始，界轉臥鴉杈，祭神青腦，禍小馬念，師五除掃，幡齋解果，過鼠還魂。」意譯為：「一群妖魔剛來到，樹上烏鴉滿天飛；割青宰羊祭山神，念經消災騎馬歸；五位經師施法術，做齋完畢魂幡回；消滅鼠精魂歸位。」

## 出自
該文字出自宋淳化阁帖。